# Nólsoy bygd
62°0′32″N 6°40′22″V / 62.00889°N 6.67278°V
Nólsoy bygd er den eneste bygd på øen Nólsoy i Færøerne. Bygden havde i 2025 i alt 214 indbyggere. Øen var tidligere en selvstændig kommune, Nólsoyar kommuna, men efter en kommunesammenlægning i begyndelsen af 2005 tilhører Nólsoy Tórshavnar kommuna. Beboerne på øen kaldes Nólsoyingar (ental Nólsoyingur læs: [nølsingur]). De er berømte for deres færdigheder i bådebygning af den klassiske færøbåd.
Færgeruten mellem Tórshavn og Nólsoy har tidligere været trafikeret af passagerfærger, senest af MS «Ritan», men fra 2010 af bilfærgen M/F «Ternan». Overfarten tager cirka 25 minutter. Det er få veje og ringe biltrafik på øen.

## Kirken
Nólsoyar kirkja er bygget i 1863 og er opført af sten, beklædt med lodrette brædder med skiffertag. Fundamentet er sten. Den er hvidmalet og har en tagrytter i vestenden, med pyramidespir. Øverst på spiret er der anbragt en vindfløj med 1863. Vindskeder, vinduer på sydsiden og 6 på nordsiden) er grønmalede. I gavlen og først på nordsiden er døre. Kirkerummet er dækket af et fladt tøndehvælv. Altertavlen er en kopi efter A.Dorph: " Jesus hos Martha og Maria" malet af Chr. Holm-Isaksen. Krucifikset er en kopi af det i Viðareiði Kirke udført af Poul Joensen. Døbefonten er tikantet og af træ.

## Skolen
Skolen i Nólsoy er bygget i 1970. I de senere år er den blevet udvidet og renoveret. Udover et lærerværelse og et kontor er der 2 almindelige klasseværelser og et specialrum, som også kan bruges til en børnehave, et værksted, et køkken, et koncertlokale og et bibliotek. Der er også en gymnastiksal og skolegården er på størrelse med en håndboldbane.

## Historie
Færøernes nationalhelt Nólsoyar Páll kom fra Nólsoy. I starten af 1800-tallet, var han den førende kraft for afskaffelse af monopolhandelen.
Bygden Korndal har været beboet fra 1300-tallet til midt i 1700-tallet. Man kan stadig se rester af bosætningen. En af ruinerne kaldes Prinsesseruinen; I følge sagnet boede hér en skotsk prinsesse, der sammen med sit hjertes udkårne var stukket af fra faderen.
1706 nævnes Korndalur på skrift som beboet med fæstue og røghus, kort tid efter er stedet forladt.
Skonnerten "Nødvendigheden som ejes af Folk fra Nólsoy og Suðuroy er færdigbygget i 1810 og sejler to gange samme år til Skotland efter nødforsyninger. 1818 bygges der på Nólsoy en 9 tons slup, der får navnet "Jubelfesten"
1822 bygges der på værftet i Nólsoy en skonnert på 100 tons. 1836 forulykker en 6 mandsbåd fra Nólsoy bygd på vej til øen med byggematerialer til den nye skole. Kun en redder sig i land.
1837 indvies den nye skole. 1846 klager Nólsoys indbyggere til en af de Rådgivende provinsialstænderforsamlinger i Roskilde over skolepligten, som betyder, at man ikke kan tage drengene fra 7-14 år med på fiskeri.
1848 bygger folk på Nólsoy bygd sluppen "Fortuna" på 16 tons og med tilladelse fra monopolhandelen fisker de med skibet i flere år, men har svært ved at klare sig økonomisk, da monopolhandelen ikke betaler nok for deres fangst.
1859 bygges det fjerde og sidste skib 30 tons sluppen "Simon Peter" på Nólsoy. Skibet fisker godt, men på grund af de dårlige fiskepriser, sælges skibet efter tre års fiskeri

## Turisme
Bygden er malerisk med mange bådehuse. Det første man ser når man ankommer til øen med Ritan er en æresport lavet af en hvalkæbe], som blev sat op til ære for dronning Ingrid, da hun gæstede Nólsoy midt i 1970'erne.
Nólsoy er velegnet til vandreture ad den gamle vardesti over fjeldet Eggjarklettur ud til fyrtårnet Borðan.
Midt i bygden ligger der et cafeteria med B&B og en primitiv campingplads.
Jens-Kjeld Jensen udstopper fugle, som kan købes i hans kombinerede forretning og fuglemuseum på Nólsoy. Han organiserer også nattevandring ud til den kendte stormsvalekoloni. Lille stormsvale (på færøsk "drunnhviti") er verdens mindste havfugl.
Nólsoy har en årlig byfest, Ovastevna, afholdes hvert år i august, 1-2 uger efter nationalfesten Ólavsøka i Tórshavn, der holdes i begyndelsen af august. Byfesten, er til ære for Nólsoys berømte bysbarn, Ove Joensen, der i 1986 roede til København i en traditionel Færøbåd. Ove druknede i 1987 på Skálafjørður. Overskuddet fra arrangementerne bruges til at færdiggøre et projekt som Ove startede efter sin rotur til Danmark, nemlig at bygge en svømmehal til børnene i Nólsoy. I turistkontorets kælder er der nu et museum til ære for Ove. Hér står blandt andet hans båd Diana Victoria.
Brunnhuset eller "Husið við Brunn" blev oprindeligt bygget af drivtømmer, men den østlige del af huset er bygget af en pommersk fyrretræstamme, der blev købt på auktion efter et skib, der gik ned ved Saksun i 1828. Gamle Jáki, som købte træstammen, sejlede den til Nólsoy, hvor den blev savet op og brugt til byggemateriale. Komfuret købte gamle Jáki i 1858. Det var det første komfur i bygden og også et af de første på Færøerne. Man kaldte komfuret for "Kogemaskinen. 10 generationer af den samme familie har boet i huset i over 300 år. Den sidste beboer flyttede ud omkring 1960, og i 1985 blev huset fredet og omdannet til museum.
I den gamle bygdebutik fra 1902 sælges der om sommeren blandt andet madvarer, tøj og nipsting.

## Kendte personer
- Nólsoyar Páll (1766–1809) – Nationalhelt
- Steffan Danielsen (1922–1976) – Maler
- Ove Joensen (1948–1987) – Eventyrer